# Irena Gillarová
Irena Gillarová (19 de enero de 1992) es una deportista de la República Checa que compite en atletismo. Ganó una medalla de bronce en el Campeonato Europeo de Atletismo por Equipos de 2019, en la prueba de lanzamiento de jabalina.